# Amphixystis spathistis
Amphixystis spathistis är en fjärilsart som beskrevs av Edward Meyrick 1930. Amphixystis spathistis ingår i släktet Amphixystis och familjen äkta malar.
Artens utbredningsområde är Mauritius. Inga underarter finns listade i Catalogue of Life.